# Clarence (rivier)
De Clarence is een rivier in New South Wales, Australië. De rivier ontspringt nabij het Tooloom National Park en mondt 394 km stroomafwaarts uit in de Grote Oceaan. In de rivier liggen meerdere grotere eilanden. Ook is de rivier van economisch belang vanwege de visserij en garnalen.
De rivier is een belangrijke waterafvoer aan de oostkust van Australië, en heeft vele zijrivieren van wisselende grootte. In het gebied is regelmatig extreme regenval, die grote overstromingen kunnen veroorzaken. De rivier verplaatst dan tijdelijk net zoveel water als de grote rivieren op aarde.
De aboriginals noemen de rivier Breimba of Berrinbah.